# (4092) Tyr
(4092) Tyr ist ein Hauptgürtelasteroid, der am 8. Oktober 1982 von dem dänischen Astronomen Poul Jensen vom Brorfelde-Observatorium aus entdeckt wurde.
Der Asteroid wurde nach Tyr benannt, dem Gott des Kampfes und Sieges in den altisländischen Schriften der Edda.